# (4191) Assesse
(4191) Assesse (1980 KH) – planetoida z grupy pasa głównego asteroid okrążająca Słońce w ciągu 4,27 lat w średniej odległości 2,63 j.a. Odkryta 22 maja 1980 roku.